# Die Bill Cosby Show/Episodenliste
Diese Episodenliste enthält alle Episoden der US-amerikanischen Comedyserie Die Bill Cosby Show, sortiert nach der Produktionsreihenfolge. Die Erstausstrahlung fand immer auf NBC statt. Die deutschsprachige Erstausstrahlung der ersten 39 Folgen lief beim ZDF unter dem Titel Bill Cosbys Familienbande. Ab Folge 40 erfolgte die deutschsprachige Erstausstrahlung auf PRO 7.

## Staffel 1
| Nr. (ges.) | Nr. (St.) | Deutscher Titel                  | Originaltitel             | Erstausstrahlung (USA) | Deutschsprachige Erstausstrahlung (D) |
| ---------- | --------- | -------------------------------- | ------------------------- | ---------------------- | ------------------------------------- |
| 1          | 1         | Warum haben wir vier Kinder?     | The Cosby Show – Pilot    | 20. Sep. 1984          | 5. Feb. 1987                          |
| 2          | 2         | Lamont war ein guter Fisch       | Goodbye, Mr. Fish         | 27. Sep. 1984          | 8. Feb. 1987                          |
| 3          | 3         | Zu dritt ins Bett                | Bad Dreams                | 4. Okt. 1984           | 22. Feb. 1987                         |
| 4          | 4         | Der Football-Vater               | Is That My Boy?           | 11. Okt. 1984          | 11. Okt. 1989                         |
| 5          | 5         | Der Designer-Alptraum            | A Shirt Story             | 18. Okt. 1984          | 1. März 1987                          |
| 6          | 6         | Familientradition                | Breaking With Tradition   | 25. Okt. 1984          | 18. Okt. 1989                         |
| 7          | 7         | Die Baby-Falle                   | One More Time             | 1. Nov. 1984           | 25. Okt. 1989                         |
| 8          | 8         | Die Königin des Swing            | Play It Again, Vanessa    | 8. Nov. 1984           | 8. März 1987                          |
| 9          | 9         | Wie häßlich ist er?              | How Ugly Is He?           | 15. Nov. 1984          | 15. März 1987                         |
| 10         | 10        | Ein Sommer in Paris?             | Bonjour, Sandra           | 22. Nov. 1984          | 22. März 1987                         |
| 11         | 11        | Einmal ohne Kinder!              | You’re Not A Mother Night | 6. Dez. 1984           | 4. Okt. 1989                          |
| 12         | 12        | Termin bei Mister Halifax        | Rudy’s Sick               | 13. Dez. 1984          | 5. Apr. 1987                          |
| 13         | 13        | Vatertagsgeschenke               | Father’s Day              | 20. Dez. 1984          | 29. März 1987                         |
| 14         | 14        | Das Loch im Ohr                  | Independence Day          | 10. Jan. 1985          | 12. Apr. 1987                         |
| 15         | 15        | Keine Feier ohne Rede!           | Physician Of The Year     | 17. Jan. 1985          | 19. Apr. 1987                         |
| 16         | 16        | Rosenkohl und Tanzbein           | Jitterbug Break           | 31. Jan. 1985          | 26. Apr. 1987                         |
| 17         | 17        | Der Joint im Schulbuch           | Theo And The Joint        | 7. Feb. 1985           | 3. Mai 1987                           |
| 18         | 18        | Der Reparaturfachmann            | Vanessa’s New Class       | 14. Feb. 1985          | 10. Mai 1987                          |
| 19         | 19        | Meine Frau, die Staranwältin     | Clair’s Case              | 21. Feb. 1985          | 17. Mai 1987                          |
| 20         | 20        | Die Altherrenstaffel             | Back To The Track, Jack   | 28. Feb. 1985          | 27. Dez. 1987                         |
| 21         | 21        | Eine sehr junge Freundin         | The Younger Woman         | 14. März 1985          | 1. Nov. 1989                          |
| 22         | 22        | Gäste zur Nacht                  | Slumber Party             | 28. März 1985          | 2. Jan. 1988                          |
| 23         | 23        | Enrique der Schweiger            | Mr. Quiet                 | 2. Mai 1985            | 8. Nov. 1989                          |
| 24         | 24        | Geburtstag mit verbundenen Augen | Cliff’s Birthday          | 9. Mai 1985            | 9. Jan. 1988                          |

## Staffel 2
| Nr. (ges.) | Nr. (St.) | Deutscher Titel                 | Originaltitel            | Erstausstrahlung (USA) | Deutschsprachige Erstausstrahlung (D) |
| ---------- | --------- | ------------------------------- | ------------------------ | ---------------------- | ------------------------------------- |
| 25         | 1         | Der erste Schultag              | First Day Of School      | 26. Sep. 1985          | 16. Jan. 1988                         |
| 26         | 2         | Elektro-Spielzeug               | The Juicer               | 3. Okt. 1985           | 23. Jan. 1988                         |
| 27         | 3         | Ein ganz besonderer Nachtisch   | Happy Anniversary        | 10. Okt. 1985          | 30. Jan. 1988                         |
| 28         | 4         | Cliff der Kuppler               | Cliff In Love            | 17. Okt. 1985          | 20. Feb. 1988                         |
| 29         | 5         | Verknallt bis über beide Ohren  | Theo And The Older Woman | 24. Okt. 1985          | 13. Feb. 1988                         |
| 30         | 6         | Von Tür zu Tür                  | Halloween                | 31. Okt. 1985          | 15. Nov. 1989                         |
| 31         | 7         | Der graue Geist                 | Rudy Suits Up            | 7. Nov. 1985           | 22. Nov. 1989                         |
| 32         | 8         | Ein Auto für Denise             | Denise Drives            | 14. Nov. 1985          | 14. Mai 1988                          |
| 33         | 9         | Heiraten will gelernt sein      | Clair’s Sister           | 21. Nov. 1985          | 27. Feb. 1988                         |
| 34         | 10        | Wer schön sein will, muß leiden | Clair’s Toe              | 5. Dez. 1985           | 5. März 1988                          |
| 35         | 11        | Jugendsünden                    | Denise’s Friend          | 12. Dez. 1985          | 12. März 1988                         |
| 36         | 12        | In Mathe eine Fünf?             | Mrs. Westlake            | 2. Jan. 1986           | 19. März 1988                         |
| 37         | 13        | Der Betonkuchen                 | The Auction              | 9. Jan. 1986           | 16. Apr. 1988                         |
| 38         | 14        | Kleider machen Leute            | Vanessa’s Bad Grade      | 16. Jan. 1986          | 26. März 1988                         |
| 39         | 15        | Macbeth auf zwölf Seiten        | Theo and Cockroach       | 30. Jan. 1986          | 23. Apr. 1988                         |
| 40         | 16        | Wer hat Angst vorm Zahnarzt?    | The Dentist              | 2. Feb. 1986           | 30. Apr. 1988                         |
| 41         | 17        | Spiel’s nochmal, Russell        | Play It Again, Russell   | 13. Feb. 1986          | 7. Mai 1988                           |
| 42         | 18        | Zusammenstoß mit Stevie Wonder  | A Touch of Wonder        | 20. Feb. 1986          | 2. Okt. 1990                          |
| 43         | 19        | Volles Haus                     | Full House               | 27. Feb. 1986          | 9. Okt. 1990                          |
| 44         | 20        | Aufsatz tiefgekühlt             | Close to Home            | 13. März 1986          | 20. Okt. 1990                         |
| 45         | 21        | Der Streber                     | An Early Spring          | 20. März 1986          | 21. Mai 1988                          |
| 46         | 22        | Was das Leben wirklich kostet   | Theo's Holiday           | 3. Apr. 1986           | 28. Mai 1988                          |
| 47         | 23        | Kartenhaie                      | The Card Game            | 10. Apr. 1986          | 29. Nov. 1989                         |
| 48         | 24        | Rennen mit Rückenwind           | Off to the Races         | 8. Mai 1986            | 4. Juni 1988                          |
| 49         | 25        | Welche Uni nehm ich bloß?       | Denise's Decision        | 15. Mai 1986           | 30. Okt. 1990                         |

## Staffel 3
| Nr. (ges.) | Nr. (St.) | Deutscher Titel               | Originaltitel                  | Erstausstrahlung USA | Deutschsprachige Erstausstrahlung (D) |
| ---------- | --------- | ----------------------------- | ------------------------------ | -------------------- | ------------------------------------- |
| 50         | 1         | Schlangendoktor Huxtable      | Bring 'Em Back Alive           | 25. Sep. 1986        | 6. Dez. 1989                          |
| 51         | 2         | Der Salat-Tag                 | Food for Thought               | 2. Okt. 1986         | 13. Dez. 1989                         |
| 52         | 3         | Goldene Hochzeit              | Golden Anniversary             | 9. Okt. 1986         | 20. Dez. 1989                         |
| 53         | 4         | Fragen des Herzens            | Man Talk                       | 16. Okt. 1986        | 27. Dez. 1989                         |
| 54         | 5         | Die Feuerübung                | Mother, May I?                 | 23. Okt. 1986        | 3. Jan. 1990                          |
| 55         | 6         | Die Geschichtslektion         | The March                      | 30. Okt. 1986        | 10. Jan. 1990                         |
| 56         | 7         | Der Traum vom Fliegen         | Theo's Flight                  | 6. Nov. 1986         | 17. Jan. 1990                         |
| 57         | 8         | Die Last des Reichseins       | Vanessa's Rich                 | 13. Nov. 1986        | 24. Jan. 1990                         |
| 58         | 9         | Denise hat eine Vier          | Denise Gets a D                | 20. Nov. 1986        | 31. Jan. 1990                         |
| 59         | 10        | Hund zugelaufen!              | A Girl and Her Dog             | 4. Dez. 1986         | 7. Feb. 1990                          |
| 60         | 11        | Rendezvous mit zwei Verehrern | War Stories                    | 11. Dez. 1986        | 14. Feb. 1990                         |
| 61         | 12        | Hugo der Bär                  | Cliff in Charge                | 18. Dez. 1986        | 21. Feb. 1990                         |
| 62         | 13        | Das Ringermonster             | Monster Man Huxtable           | 8. Jan. 1987         | 14. März 1990                         |
| 63         | 14        | Der Huxtable-Männerclub       | Rudy Spends the Night          | 15. Jan. 1987        | 7. März 1990                          |
| 64         | 15        | Kleine Tricks beim Autokauf   | Say Hello to a Good Buy        | 22. Jan. 1987        | 28. Feb. 1990                         |
| 65         | 16        | Robert und die Frauen         | Denise Gets an Opinion         | 5. Feb. 1987         | 21. März 1990                         |
| 66         | 17        | Wer raucht denn da?           | Calling Doctor Huxtable        | 12. Feb. 1987        | 29. März 1990                         |
| 67         | 18        | Akrobaten im Kinderzimmer     | You Only Hurt the One You Love | 19. Feb. 1987        | 4. Apr. 1990                          |
| 68         | 19        | Die Brautparty                | The Shower                     | 26. Feb. 1987        | 11. Apr. 1990                         |
| 69         | 20        | Cliff wird 50                 | Cliff's 50th Birthday          | 12. März 1987        | 18. Apr. 1990                         |
| 70         | 21        | Der Verlobungsscherz          | I Know That You Know           | 19. März 1987        | 25. Apr. 1990                         |
| 71         | 22        | Die andalusische Grippe       | The Andalusian Flu             | 2. Apr. 1987         | 2. Mai 1990                           |
| 72         | 23        | Eine glänzende Frisur         | Bald and Beautiful             | 9. Apr. 1987         | 9. Mai 1990                           |
| 73         | 24        | Hamburger für Gourmets        | Planning Parenthood            | 30. Apr. 1987        | 16. Mai 1990                          |
| 74         | 25        | Die College-Feier             | Hillman                        | 7. Mai 1987          | 16. Mai 1990                          |

## Staffel 4
| Nr. (ges.) | Nr. (St.) | Deutscher Titel                        | Originaltitel                | Erstausstrahlung USA | Deutschsprachige Erstausstrahlung (D) |
| ---------- | --------- | -------------------------------------- | ---------------------------- | -------------------- | ------------------------------------- |
| 75         | 1         | Mister Wildnis                         | Call of the Wild             | 24. Sep. 1987        | 30. Mai 1990                          |
| 76         | 2         | Das Wohnzimmergericht tagt             | Theogate                     | 1. Okt. 1987         | 6. Juni 1990                          |
| 77         | 3         | Wenn man klein ist, ist man nichts     | It Ain't Easy Being Green    | 8. Okt. 1987         | 13. Juni 1990                         |
| 78         | 4         | Cliff wird vergesslich                 | Cliff's Mistake              | 15. Okt. 1987        | 20. Juni 1990                         |
| 79         | 5         | Grillparty mit Shakespeare             | Shakespeare                  | 22. Okt. 1987        | 27. Juni 1990                         |
| 80         | 6         | Versöhnung am Telefon                  | That's Not What I Said       | 29. Okt. 1987        | 4. Juli 1990                          |
| 81         | 7         | Ein Schlafsack für die Schwiegermutter | Autumn Gifts                 | 5. Nov. 1987         | 11. Juli 1990                         |
| 82-83      | 8-9       | Eine ungewöhnliche Familie             | Looking Back                 | 12. Nov. 1987        | 2. Nov. 1991                          |
| 84         | 10        | Wer hat den schönsten Kürbis?          | Where's Rudy?                | 19. Nov. 1987        | 18. Juli 1990                         |
| 85         | 11        | Der Tanz mit Tina                      | Dance Mania                  | 3. Dez. 1987         | 1. Aug. 1990                          |
| 86         | 12        | Gespräche im Umkleideraum              | The Locker Room              | 10. Dez. 1987        | 8. Aug. 1990                          |
| 87         | 13        | Eine langweilige Vorstellung?          | The Show Must Go On          | 17. Dez. 1987        | 15. Aug. 1990                         |
| 88         | 14        | Der literarische Narr                  | Bookworm                     | 7. Jan. 1988         | 25. Juli 1990                         |
| 89         | 15        | Freuden der Hausmusik                  | Twinkle, Twinkle Little Star | 14. Jan. 1988        | 22. Aug. 1990                         |
| 90         | 16        | Armer Strohwitwer                      | The Visit                    | 21. Jan. 1988        | 29. Aug. 1990                         |
| 91         | 17        | Chili hausgemacht                      | The Drum Major               | 4. Feb. 1988         | 5. Sep. 1990                          |
| 92         | 18        | Ein begnadeter Handwerker              | Waterworks                   | 11. Feb. 1988        | 12. Sep. 1990                         |
| 93         | 19        | Es war einmal …                        | Once Upon a Time             | 18. Feb. 1988        | 19. Sep. 1990                         |
| 94         | 20        | Kletterpartie im Keller                | Petanque                     | 25. Feb. 1988        | 26. Sep. 1990                         |
| 95         | 21        | Der Mini-Urlaub                        | Trust Me                     | 3. März 1988         | 6. Okt. 1990                          |
| 96         | 22        | Daheim und nie zu Hause                | Home for the Weekend         | 17. März 1988        | 7. Okt. 1990                          |
| 97         | 23        | Im Hubschrauber zum Abschlußball       | The Prom                     | 24. März 1988        | 13. Okt. 1990                         |
| 98         | 24        | Anglerglück                            | Gone Fishin'                 | 28. Apr. 1988        | 14. Okt. 1990                         |

## Staffel 5
| Nr. (ges.) | Nr. (St.) | Deutscher Titel                                 | Originaltitel                      | Erstausstrahlung USA | Deutschsprachige Erstausstrahlung (D) |
| ---------- | --------- | ----------------------------------------------- | ---------------------------------- | -------------------- | ------------------------------------- |
| 99         | 1         | Alle wollen nur das Haus                        | Together Again and Again           | 6. Okt. 1988         | 31. März 1991                         |
| 100        | 2         | Die besten Ärzte sind die schlimmsten Patienten | The Physical                       | 13. Okt. 1988        | 6. Apr. 1991                          |
| 101        | 3         | Der Übernachtungsgast                           | Rudy's All-Nighter                 | 20. Okt. 1988        | 7. Apr. 1991                          |
| 102        | 4         | Eine Wohnung mit Charakter                      | Move It (a.k.a. The Baby Game)     | 27. Okt. 1988        | 13. Apr. 1991                         |
| 103        | 5         | Traumjob in Afrika                              | Out of Brooklyn                    | 3. Nov. 1988         | 14. Apr. 1991                         |
| 104-105    | 6-7       | Nelson und Winnie                               | The Birth                          | 10. Nov. 1988        | 20. Mai 1991                          |
| 106        | 8         | Neun Herzen in einer Brust                      | Cyranoise de Bergington            | 17. Nov. 1988        | 20. Apr. 1991                         |
| 107        | 9         | Der Weg zum Ruhm                                | How Do You Get to Carnegie Hall?   | 24. Nov. 1988        | 21. Apr. 1991                         |
| 108        | 10        | Fünf Pfund in sechs Tagen                       | If the Dress Fits, Wear It         | 8. Dez. 1988         | 27. Apr. 1991                         |
| 109        | 11        | Huxtables Hamster-Hotel                         | Is There a Hamster in the House?   | 15. Dez. 1988        | 28. Apr. 1991                         |
| 110        | 12        | Der Apfel der Versuchung                        | Truth or Consequences              | 5. Jan. 1989         | 4. Mai 1991                           |
| 111        | 13        | Der Babysitteropa                               | Cliff Babysits                     | 12. Jan. 1989        | 5. Mai 1991                           |
| 112        | 14        | Die Kleinholz-Party                             | Mrs. Huxtable Goes to Kindergarten | 26. Jan. 1989        | 12. Mai 1991                          |
| 113        | 15        | Clair und die Eierköpfe                         | The Lost Weekend                   | 2. Feb. 1989         | 11. Mai 1991                          |
| 114        | 16        | Wie schreibt man „Tom“?                         | No Way, Baby                       | 6. Feb. 1989         | 18. Mai 1991                          |
| 115        | 17        | Die Beschwerdeliste                             | Can I Say Something, Please?       | 9. Feb. 1989         | 19. Mai 1991                          |
| 116        | 18        | Voodoo in der Küche                             | The Dead End Kids Meet Dr. Lotus   | 16. Feb. 1989        | 25. Mai 1991                          |
| 117        | 19        | Nie wieder Basketball!                          | The Boys of Winter                 | 23. Feb. 1989        | 26. Mai 1991                          |
| 118        | 20        | In der Höhle der Löwinnen                       | It Comes and It Goes               | 9. März 1989         | 1. Juni 1991                          |
| 119        | 21        | Ein Kuss aus Versehen                           | Theo's Women                       | 16. März 1989        | 2. Juni 1991                          |
| 120        | 22        | Kleine Grausamkeiten zum Geburtstag             | Birthday Blues                     | 30. März 1989        | 8. Juni 1991                          |
| 121        | 23        | Die Kellerkinder                                | A Room With No View                | 13. Apr. 1989        | 9. Juni 1991                          |
| 122        | 24        | Guter Rat ist langweilig                        | What He Did for Love               | 27. Apr. 1989        | 15. Juni 1991                         |
| 123        | 25        | Zwillinge entführt!                             | Day of the Locusts                 | 4. Mai 1989          | 16. Juni 1991                         |
| 124        | 26        | Frau Professor Tuttifrutti                      | 57 Varieties                       | 11. Mai 1989         | 22. Juni 1991                         |

## Staffel 6
| Nr. (ges.) | Nr. (St.) | Deutscher Titel                      | Originaltitel                        | Erstausstrahlung USA | Deutschsprachige Erstausstrahlung (D) |
| ---------- | --------- | ------------------------------------ | ------------------------------------ | -------------------- | ------------------------------------- |
| 125        | 1         | Heimliche Hochzeit                   | Denise: The Saga Continues           | 21. Sep. 1989        | 23. Juni 1991                         |
| 126        | 2         | Surfen im Saale                      | Surf's Up                            | 28. Sep. 1989        | 29. Juni 1991                         |
| 127        | 3         | Nie mehr Bourbon!                    | I'm 'In' With the 'In' Crowd         | 5. Okt. 1989         | 30. Juni 1991                         |
| 128        | 4         | Kein Haus, kein Umzug                | Denise Kendall: Navy Wife            | 12. Okt. 1989        | 6. Juli 1991                          |
| 129        | 5         | Theos kleine Schwäche                | Theo's Gift                          | 19. Okt. 1989        | 7. Juli 1991                          |
| 130        | 6         | Babysitten? Kinderspiel!             | Denise Kendall: Babysitter           | 26. Okt. 1989        | 13. Juli 1991                         |
| 131        | 7         | Der erste Flirt                      | Shall We Dance?                      | 2. Nov. 1989         | 14. Juli 1991                         |
| 132        | 8         | Wenn Männer Kinder kriegen …         | The Day the Spores Landed            | 9. Nov. 1989         | 20. Juli 1991                         |
| 133        | 9         | Geh’ nochmal, Cliff                  | Cliff's Wet Adventure                | 16. Nov. 1989        | 21. Juli 1991                         |
| 134        | 10        | Falsch zitiert und falsch verstanden | Grampy and Nu-Nu Visit the Huxtables | 30. Nov. 1989        | 27. Juli 1991                         |
| 135        | 11        | Cliff sitzt nach                     | Cliff la Douce                       | 7. Dez. 1989         | 28. Juli 1991                         |
| 136        | 12        | Umtausch ausgeschlossen              | Getting to Know You                  | 14. Dez. 1989        | 3. Aug. 1991                          |
| 137        | 13        | Wein, Whiskey und zwei Frauen        | Elvin Pays for Dinner                | 4. Jan. 1990         | 4. Aug. 1991                          |
| 138        | 14        | Das Alptraum-Sandwich                | Cliff's Nightmare                    | 11. Jan. 1990        | 10. Aug. 1991                         |
| 139        | 15        | Partnervermittlung ‚Denise‘          | Denise Kendall: Singles Counselor    | 18. Jan. 1990        | 11. Aug. 1991                         |
| 140        | 16        | Ein Sack voller Flöhe                | The Birthday Party                   | 25. Jan. 1990        | 17. Aug. 1991                         |
| 141        | 17        | Der Heirats-Blues                    | Not Everybody Loves the Blues        | 1. Feb. 1990         | 18. Aug. 1991                         |
| 142        | 18        | Die diebische Elster                 | Rudy's Walk on the Wild Side         | 8. Feb. 1990         | 24. Aug. 1991                         |
| 143        | 19        | –                                    | The Cosby Outtakes Show              | 12. Feb. 1990        |                                       |
| 144        | 20        | Tanzstunden                          | Mr. Sandman                          | 15. Feb. 1990        | 25. Aug. 1991                         |
| 145        | 21        | Meister der Romantik                 | Isn't It Romantic?                   | 22. Feb. 1990        | 31. Aug. 1991                         |
| 146        | 22        | Theos schmutzige Wäsche              | Theo's Dirty Laundry                 | 15. März 1990        | 1. Sep. 1991                          |
| 147        | 23        | Nur ein bißchen Ruhe!                | What's It All About?                 | 22. März 1990        | 8. Sep. 1991                          |
| 148        | 24        | Null Spaß in Baltimore               | Off to See the Wretched              | 5. Apr. 1990         | 15. Sep. 1991                         |
| 149        | 25        | Der wahre Jeffrey                    | The Moves                            | 19. Apr. 1990        | 22. Sep. 1991                         |
| 150        | 26        | Nichts geht ohne College!            | Live and Learn                       | 26. Apr. 1990        | 29. Sep. 1991                         |
| 151        | 27        | Fast ein Jahrhundert alt             | The Storyteller                      | 3. Mai 1990          | 6. Okt. 1991                          |

## Staffel 7
| Nr. (ges.) | Nr. (St.) | Deutscher Titel                 | Originaltitel                                             | Erstausstrahlung USA | Deutschsprachige Erstausstrahlung (D) |
| ---------- | --------- | ------------------------------- | --------------------------------------------------------- | -------------------- | ------------------------------------- |
| 152        | 1         | Das 48-Stunden-Wunder           | Same Time Next Year                                       | 20. Sep. 1990        | 13. Okt. 1991                         |
| 153        | 2         | Versteigerung per Telefon       | Bird in the Hand                                          | 27. Sep. 1990        | 20. Okt. 1991                         |
| 154        | 3         | Brust oder Bein?                | Last Barbecue                                             | 4. Okt. 1990         | 8. Dez. 1991                          |
| 155        | 4         | Pam ist da!                     | Period of Adjustment                                      | 11. Okt. 1990        | 27. Okt. 1991                         |
| 156        | 5         | Kreide in der Waschmaschine     | It's All in the Game                                      | 18. Okt. 1990        | 3. Nov. 1991                          |
| 157        | 6         | Die Amateurfilmer               | Getting the Story                                         | 25. Okt. 1990        | 10. Nov. 1991                         |
| 158-159    | 7-8       | Der unsichtbare Hund            | Just Thinking About It                                    | 1. Nov. 1990         | 17. Nov. 1991                         |
| 160        | 9         | Der Frauentag                   | The Infantry Has Landed (and They've Fallen Off the Roof) | 8. Nov. 1990         | 24. Nov. 1991                         |
| 161        | 10        | Eine Wohnung wie ein U-Boot     | You Can Go Home Again                                     | 15. Nov. 1990        | 1. Dez. 1991                          |
| 162        | 11        | Ein Junge wird’s!               | It's a Boy                                                | 29. Nov. 1990        | 15. Dez. 1991                         |
| 163        | 12        | Mit einem Bein im Altersheim?   | Clair's Liberation                                        | 6. Dez. 1990         | 22. Dez. 1991                         |
| 164        | 13        | Footballfieber                  | It's Your Move                                            | 13. Dez. 1990        | 29. Dez. 1991                         |
| 165        | 14        | Verstand wie ein Kleiderschrank | Theo's Final Final                                        | 3. Jan. 1991         | 29. Dez. 1991                         |
| 166        | 15        | Olivia for President!           | Attack of the Killer B's                                  | 10. Jan. 1991        | 22. Apr. 1993                         |
| 167        | 16        | Alles unter Kontrolle           | Total Control                                             | 31. Jan. 1991        | 26. Apr. 1993                         |
| 168        | 17        | Die Vampirwölfe von London      | Adventures in Babysitting                                 | 7. Feb. 1991         | 27. Apr. 1993                         |
| 169        | 18        | Bitte ohne Tofu!                | 27 and Still Cooking                                      | 14. Feb. 1991        | 28. Apr. 1993                         |
| 170        | 19        | Rudys erstes Rendezvous         | The Return of the Clairettes                              | 21. Feb. 1991        | 29. Apr. 1993                         |
| 171        | 20        | Wer heisst hier Ellen?          | No More Mr. Nice Guy                                      | 28. Feb. 1991        | 23. Apr. 1993                         |
| 172        | 21        | Hausmittel und andere Gifte     | Home Remedies                                             | 7. März 1991         | 30. Apr. 1993                         |
| 173        | 22        | Olivia die Hexe                 | Nightmare on Stigwood Avenue                              | 21. März 1991        | 3. Mai 1993                           |
| 174        | 23        | Wohnzimmercricket               | There's Still No Joy in Mudville                          | 4. Apr. 1991         | 4. Mai 1993                           |
| 175        | 24        | Zehn Jahre Fehde                | Cliff and Jake                                            | 11. Apr. 1991        | 5. Mai 1993                           |
| 176        | 25        | Theos neuer Job, Teil 1         | Theo and the Kids: Part 1                                 | 25. Apr. 1991        | 6. Mai 1993                           |
| 177        | 26        | Theos neuer Job, Teil 2         | Theo and the Kids: Part 2                                 | 2. Mai 1991          | 7. Mai 1993                           |

## Staffel 8
| Nr. (ges.) | Nr. (St.) | Deutscher Titel                    | Originaltitel                                     | Erstausstrahlung USA | Deutschsprachige Erstausstrahlung (D) |
| ---------- | --------- | ---------------------------------- | ------------------------------------------------- | -------------------- | ------------------------------------- |
| 178        | 1         | Der Mann mit dem Rasenmäher        | With This Ring?                                   | 19. Sep. 1991        | 10. Mai 1993                          |
| 179        | 2         | Das Clair Huxtable-Gedenkzimmer    | There's No Place Like This Home                   | 26. Sep. 1991        | 11. Mai 1993                          |
| 180        | 3         | Der Schwarm aller Dreizehnjährigen | Particles in Motion                               | 3. Okt. 1991         | 14. Mai 1993                          |
| 181        | 4         | Das Luftloch                       | Pam Applies to College                            | 10. Okt. 1991        | 13. Mai 1993                          |
| 182        | 5         | Elternabend                        | Warning: A Double-Lit Candle Can Cause a Meltdown | 17. Okt. 1991        | 12. Mai 1993                          |
| 183        | 6         | Die Krümelmonster-Festung          | It's Apparent to Everyone                         | 24. Okt. 1991        | 17. Mai 1993                          |
| 184        | 7         | Im Kreuzverhör der Großeltern      | The Iceman Bricketh                               | 31. Okt. 1991        | 18. Mai 1993                          |
| 185        | 8         | Thunfisch, Tricks und T-Shirts     | Olivia's Field Trip                               | 7. Nov. 1991         | 19. Mai 1993                          |
| 186        | 9         | Nur für Männer!                    | For Men Only                                      | 14. Nov. 1991        | 20. Mai 1993                          |
| 187        | 10        | Die Kleine im Kleiderschrank       | Olivia Comes Out of the Closet                    | 21. Nov. 1991        | 21. Mai 1993                          |
| 188        | 11        | Der letzte Zug nach Leningrad      | Two Is a Crowd                                    | 5. Dez. 1991         | 24. Mai 1993                          |
| 189        | 12        | Zimmer ohne Familie                | Clair's Place                                     | 19. Dez. 1991        | 25. Mai 1993                          |
| 190        | 13        | Business Class nach San Francisco  | Theo's Future                                     | 2. Jan. 1992         | 26. Mai 1993                          |
| 191        | 14        | Die Supermarkt-Rebellen            | The Price Is Wrong                                | 9. Jan. 1992         | 27. Mai 1993                          |
| 192        | 15        | Das fünfte Rad am Wagen            | Bring Me the Lip Gloss of Deirdre Arpelle         | 16. Jan. 1992        | 28. Mai 1993                          |
| 193        | 16        | Alles, was dick macht …            | Eat, Drink and Be Wary                            | 30. Jan. 1992        | 31. Mai 1993                          |
| 194        | 17        | Auszug aus dem gelobten Haus       | The Getaway                                       | 6. Feb. 1992         | 1. Juni 1993                          |
| 195        | 18        | Begonien und Zement                | Cliff Gets Jilted                                 | 6. Feb. 1992         | 2. Juni 1993                          |
| 196        | 19        | Der letzte ehrliche Vollidiot      | Cliff and Theo Come Clean                         | 13. Feb. 1992        | 3. Juni 1993                          |
| 197        | 20        | Lauter Lieblingsstudenten          | Clair's Reunion                                   | 20. Feb. 1992        | 4. Juni 1993                          |
| 198        | 21        | Zu arm zum Sterben                 | Rudy's Retreat                                    | 27. Feb. 1992        | 7. Juni 1993                          |
| 199        | 22        | Das Rhythmusgenie                  | You Can't Stop the Music                          | 26. März 1992        | 8. Juni 1993                          |
| 200        | 23        | Steuertricks                       | Some Gifts Aren't Deductible                      | 23. Apr. 1992        | 9. Juni 1993                          |
| 201-202    | 24-25     | Die Abschlussfeier                 | And So We Commence                                | 30. Apr. 1992        | 11. Juni 1993                         |